# Slowly We Rot
Slowly We Rot (с англ. — «Медленно мы гниём») — дебютный студийный альбом американской дэт-метал-группы Obituary, вышедший 14 июня 1989 года на лейбле Roadrunner Records.
Slowly We Rot является одним из ключевых альбомов в жанре классического дэт-метала. Именно в альбоме Slowly We Rot установились характерные черты музыки группы, важные для дэт-метала в целом: уникальный очень низкий и при этом пронзительный гроулинг, тяжёлые и тягучие гитарные риффы, высокочастотные соло-партии, частые смены темпа от медленной, характерной для дум-метала скорости до очень быстрой, типичной для трэш-метала. Однако альбом отличается от последующих релизов группы сыроватым звучанием. Slowly We Rot был посвящён другу группы, который погиб незадолго до записи альбома.

## Список композиций
Вся музыка Obituary, все тексты песен Джон Тарди
| №                   | Название            | Длительность |
| ------------------- | ------------------- | ------------ |
| 1.                  | «Internal Bleeding» | 3:01         |
| 2.                  | «Godly Beings»      | 1:55         |
| 3.                  | «’Til Death»        | 3:56         |
| 4.                  | «Slowly We Rot»     | 3:36         |
| 5.                  | «Immortal Visions»  | 2:25         |
| 6.                  | «Gates to Hell»     | 2:49         |
| 7.                  | «Words of Evil»     | 1:55         |
| 8.                  | «Suffocation»       | 2:35         |
| 9.                  | «Intoxicated»       | 4:40         |
| 10.                 | «Deadly Intentions» | 2:09         |
| 11.                 | «Bloodsoaked»       | 3:11         |
| 12.                 | «Stinkupuss»        | 2:59         |
| Общая длительность: | Общая длительность: | 35:09        |

| №   | Название                | Длительность |
| --- | ----------------------- | ------------ |
| 13. | «Find the Arise» (Демо) | 2:39         |
| 14. | «Like the Dead» (Демо)  | 2:34         |

## Участники записи
Obituary
- Джон Тарди — вокал, сведение
- Аллен Вест — соло-гитара
- Тревор Перес — ритм-гитара
- Дэниел Такер — бас-гитара
- Дональд Тарди — ударные, сведение

Производственный персонал
- Скотт Бёрнс — продюсер
- Монте Коннер — исполнительный продюсер